# 野田事件
野田事件（のだじけん）は、1979年9月11日、千葉県野田市で発生した殺人事件およびそれに伴う冤罪が指摘されている事件。

## 事件の概要
1979年9月11日、下校途中の小学1年生の女児が、竹林の古井戸の跡において全裸で両手両足を縛られ、窒息死しているのが発見された。遺体の発見状況などから、警察は「変質者」による犯行として捜査を開始。まもなく遺体発見現場の近所に住む知的障害を持つAを被疑者として内偵捜査するに至り、A宅を訪問して様子を観察。事件発生から18日目の1979年9月29日、Aを逮捕した。
Aは起訴され、1987年1月26日、千葉地方裁判所は懲役12年の有罪判決を下した。Aは控訴したが、1989年、東京高等裁判所は控訴を棄却。弁護団は物証とされた被害者のカバンの一部が、警察によって捏造された疑いがあるとして上告趣意書を提出したが、1993年、最高裁判所は上告を棄却。判決が確定した。
Aは1994年8月14日、刑期満了で出所しており、2014年現在は大阪の知的障害者のための自立支援センターで働きながら生活をしている。
2014年7月14日、Aは千葉地方裁判所松戸支部に再審請求を行った。
2018年9月19日、Aが病死。

## 疑問点
警察は、事件翌々日の9月13日に被害者の手提げカバンを他の持ち物と一緒に発見。赤いカバンの裏側の一部、被害者の住所と名前が書かれていた部分だけが切り取られていた。その後被疑者の「自白」通り、切り取ったカバンの一部が見つかり切り口も一致、これが物証として有罪の決め手とされた。
ところが、1992年3月に事件当時に公開された被害者のカバンの写真と、現在警察が証拠品として保管しているカバンに相違点が発見された。カバンは当時人気だったキャンディ・キャンディのカバンだったがコピー製品も出回り、公開されたものはコピー製品の可能性が高かった。これに対し警察保管のものは商標登録も明示された正規品であったことから、被疑者からカバンの切片のありかを聞き出せなかった警察が、新たにカバンを用意して切片を切り取り本来の証拠品のカバンと入れ替えた上で、自白によってカバン切片を被疑者のAの持ち物から「発見」し秘密の暴露を演出したのではないかという証拠の捏造が指摘された。しかし、事件当時のカバンの写真がややピンボケだったことから、裁判では認められずに有罪を覆すに至らなかった。しかし、冤罪の疑いが完全に晴れた訳でなく、その後も支援者による調査が続行中である。
なお、2002年にテレビ朝日系列の『ザ・スクープ』で特集が組まれ、さらにその後の継続取材の様子が2008年9月11日『スーパーモーニング』でオンエアされた（ザ・スクープ）。当時の担当警察官は「証拠の捏造など決してない」として取材を拒否している。

## 関連文献
- 日本臨床心理学会 『裁判と心理学 能力差別への加担』 現代書館、1990年8月 ISBN 978-4768433737
- 浜田寿美男 『本当は僕殺したんじゃねえもの―野田事件・青山正の真実』 筑摩書房、1991年1月 ISBN 978-4480855718
- 浜田寿美男 『取調室の心理学』 平凡社、2004年 ISBN 9784582852264
- 関西救援会 『さいばん、マル』 りぼん社、2007年11月